# Jacques Genest
Jacques Genest, CC (* 29. Mai 1919 in Montreal; † 5. Januar 2018 ebenda) war ein kanadischer Mediziner.
Genest studierte Medizin an der Universität Montreal mit dem M.D.-Abschluss. Als Post-Doktorand war er an der Harvard University und unternahm klinische Forschung an der Johns Hopkins University und dem Rockefeller Institute. Danach ging er wieder nach Kanada, wo er das Clinical Research Institute in Montreal gründete und leitete. 1964 wurde er Direktor der Medizinischen Fakultät in Montreal.
Genest galt als führender Forscher für Bluthochdruck in Kanada und untersuchte insbesondere die Rolle von Nieren, die Wechselwirkungen von Natrium, Aldosteron, Angiotensin und Renin.
1963 erhielt er den Canada Gairdner International Award. Er ist Fellow er Royal Society of Canada und erhielt 1968 deren Flavelle Medaille. 1967 wurde er Companion des Order of Canada und 1991 Großoffizier des National Order of Quebec. 1994 wurde er in die Canadian Medical Hall of Fame aufgenommen.

## Schriften
- mit  M. Cantin: The heart as an endocrine gland, Hypertension, Band 10, 1987, S. 118–121.
- mit  M. Cantin: Atrial natriuretic factor, Circulation, Band 75, 1987, S. I118-124.
- mit  D. Ganten, J.L. Minnich, P. Granger, K. Hayduk, H.M. Brecht, A. Barbeau, R. Boucher: Angiotensin-forming enzyme in brain tissue, Science., Band 173, 1971, S. 64–65.
- mit W. Nowaczynski, R. Boucher, O. Kuchel: Role of the adrenal cortex and sodium in the pathogenesis of human hypertension, Can Med Assoc J., Band 118, 1978, S. 538–549.
- mit W. Nowaczynski, R. Boucher, O. Kuchel, J.M. Rojo-Ortega: Aldosterone and renin in essential hypertension, Can Med Assoc J., Band 113, 1975, S. 421–431.

## Einzelnachweis
1. ↑  Le fondateur de l'IRCM, Jacques Genest, décède à 98 ans

| Personendaten    | Personendaten         |
| ---------------- | --------------------- |
| NAME             | Genest, Jacques       |
| KURZBESCHREIBUNG | kanadischer Mediziner |
| GEBURTSDATUM     | 29. Mai 1919          |
| GEBURTSORT       | Montreal              |
| STERBEDATUM      | 5. Januar 2018        |
| STERBEORT        | Montreal              |